# Harald Zimmermann (Historiker)

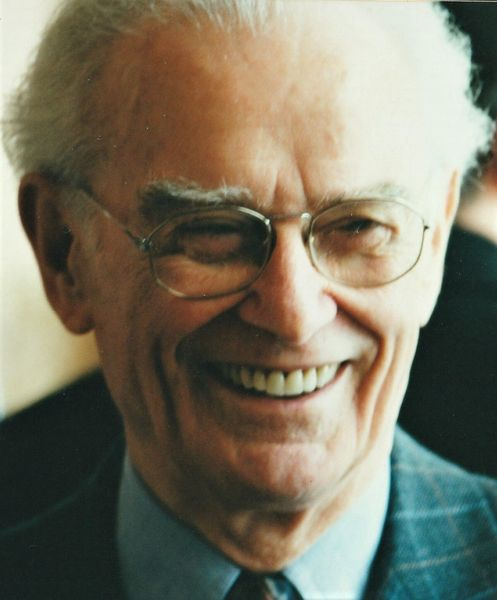
Harald Zimmermann, aufgenommen 2001 von Werner Maleczek auf einer Reichenau-Tagung des Konstanzer Arbeitskreises für mittelalterliche Geschichte

Harald Volkmar Zimmermann (* 12. September 1926 in Budapest, Ungarn; † 19. März 2020 in Tübingen) war ein deutscher Historiker siebenbürgisch-sächsischer Herkunft.
Zimmermann bekleidete Lehrstühle für mittelalterliche Geschichte an der Universität des Saarlandes in Saarbrücken (1968–1978) und an der Universität Tübingen (1978–1994). Er wurde durch zahlreiche grundlegende Arbeiten einer der besten Kenner der mittelalterlichen Papstgeschichte wie der Geschichtsschreibung über die Päpste. Für die Monumenta Germaniae Historica erwarb er sich bleibende Verdienste als Editor der Werke des spätmittelalterlichen Theologen und Geschichtsschreibers Thomas Ebendorfer.

## Leben
Die Familie lässt sich bist in das Jahr 1563 zurückverfolgen. Sein Großvater war Kürschner in Kronstadt. Seine Eltern waren der Beamte Rudolf Oskar Zimmermann und Alina Emilie, geborene Teutsch. Harald Zimmermann besuchte die Grundschule und das Gymnasium in Wien und wurde zwangsweise zur Wehrmacht einberufen. Kurze Zeit war er als Flakhelfer tätig. Er legte 1944 das Kriegsabitur am Gymnasium Wien III ab. Von 1946 bis 1949 studierte er Evangelische Theologie an der Universität Wien. 1949 legte er das theologische Examen in Wien ab. Von 1950 bis 1953 absolvierte er den 46. Ausbildungskurs am Institut für Österreichische Geschichtsforschung in Wien. Dort wurde er 1950 zum Dr. theol. promoviert mit einem Thema zur Geschichte des Protestantismus im 16./17. Jahrhundert. Seine Ordination erfolgte 1959.
Parallel zur Theologie studierte er von 1949 bis 1954 Geschichte und Kunstgeschichte in Wien. Prägend für sein weiteres Leben wurde der in den Jahren 1950 bis 1953 von ihm besuchte 46. Ausbildungskurs des Instituts für Österreichische Geschichtsforschung. Seine wichtigsten akademischen Lehrer waren Leo Santifaller und Alfons Lhotsky. Sie weckten bei Zimmermann das Interesse für das Papsttum und für Thomas Ebendorfer. Zu beiden Themen forschte Zimmermann bis in das hohe Alter. Im Jahr 1952 wurde er an der Universität Wien zum Dr. phil. promoviert. 1953/1954 war er Stipendiat der Deutschen Forschungsgemeinschaft und Mitarbeiter der Kommission für die Bearbeitung der Regesta Imperii bei der Österreichischen Akademie der Wissenschaften. Von 1955 bis 1962 war Zimmermann Assistent von Santifaller am Institut für Österreichische Geschichtsforschung. Von 1967 bis 1968 hatte er eine Lehrstuhlvertretung an der Universität Saarbrücken. 1961 erfolgte seine Habilitation an der Universität Wien für mittelalterliche Geschichte. Im Januar 1962 wurde er zum Universitätsdozenten ernannt. Von 1962 bis 1967 war er wissenschaftlicher Beamter der Österreichischen Akademie der Wissenschaften in Wien.
Zimmermann war von 1968 bis 1978 in Saarbrücken als ordentlicher Professor für mittelalterliche Geschichte tätig. Ab 1978 lehrte er als Nachfolger von Heinz Löwe als ordentlicher Professor bis zu seiner Emeritierung im Jahr 1994 in Tübingen Mittlere und Neuere Geschichte. In seiner Tübinger Antrittsvorlesung vom 29. Januar 1980 widmete er sich den Gründen für die Beschäftigung des protestantischen Kirchenhistorikers Johann Friedrich Gaab mit der Person Papst Gregors VII. Bedeutende akademische Schüler Zimmermanns sind Klaus Herbers, Knut Görich, Achim Thomas Hack und Hans-Henning Kortüm. Von 1980 bis 1982 war er Dekan der Geschichtswissenschaftlichen Fakultät der Universität Tübingen. Noch als Tübinger Professor nahm er auch Amtshandlungen wie Trauungen oder Beerdigungen vor.
Zimmermann wurde in zahlreiche bedeutende wissenschaftliche Gremien aufgenommen, so wurde er 1949 Mitglied in der Gesellschaft für die Geschichte des Protestantismus in Österreich und war von 1959 bis 1965 Vorstandsmitglied. Er war korrespondierendes Mitglied der philosophisch-historischen Klasse im Ausland in der Österreichischen Akademie der Wissenschaften (1971), ab 1977 ordentliches (seit 1979 korrespondierendes) Mitglied der Kommission für saarländische Landesgeschichte und Volksforschung in Saarbrücken, korrespondierendes Mitglied des Istituto Superiore di Studi Matildici (1978), korrespondierendes Mitglied der Ungarischen Akademie der Wissenschaften und ordentliches Mitglied in der Akademie der Wissenschaften und der Literatur zu Mainz (1972). Für die Mainzer Akademie war er von 1977 bis 2001 Vorsitzender der Inschriften-Kommission, von 1995 bis 2004 der Regesten-Kommission und von 1999 bis 2004 der Historischen Kommission.
Zimmermann war seit 1957 langjähriger Teilnehmer der Tagungen und wurde im Oktober 1978 Mitglied im Konstanzer Arbeitskreis für mittelalterliche Geschichte. Von 1991 bis 1994 war er Vorsitzender des Arbeitskreises. Zimmermann initiierte 1986 gemeinsam mit Reinhard Schneider eine Tagung des Konstanzer Arbeitskreises auf der Reichenau zu Wahlen und Wählen im Mittelalter. Mit Alexander Patschovsky führte er im Herbst 1994 eine Tagung des Konstanzer Arbeitskreises zu „Toleranz im Mittelalter“ durch. Er wurde 1962 Gründungsmitglied im Arbeitskreis für Siebenbürgische Landeskunde und war von 1962 bis 1991 Vorstandsmitglied. Von 1973 bis 2008 war er Mitglied in der Zentraldirektion der Monumenta Germaniae Historica (MGH). Zimmermann begründete nach Horst Fuhrmann eine „neue Form der Zusammenarbeit“ zwischen der Akademie der Wissenschaften und der Literatur in Mainz und der MGH. Vereinbart wurde, dass an der Mainzer Akademie eine Arbeitsstelle für die Herausgabe der Concilia des 10. und 11. Jahrhunderts eingerichtet wird, jedoch das Editionsprojekt in der Gesamtplanung der MGH einbezogen bleibt. In den 1970er Jahren wurden weitere Akademie-Arbeitsstellen nach dem Mainzer Vorbild eingerichtet. Er wurde 1987 Gründungsdirektor des Instituts für donauschwäbische Geschichte und Landeskunde in Tübingen und leitete es bis 1992.
Zimmermann war von 1958 bis zu seinem Tod verheiratet. Aus der Ehe gingen drei Töchter hervor. Er starb im 94. Lebensjahr in Tübingen am 19. März 2020.

## Forschungsschwerpunkte
Seine Arbeitsschwerpunkte waren die mittelalterliche Geschichte, vor allem die Kirchen- und Papstgeschichte, die südosteuropäische Geschichte, insbesondere Ungarn und Siebenbürgen, die Geschichte des österreichischen Protestantismus. Sein wissenschaftliches Hauptwerk sind Die Papstregesten 911 bis 1024 sowie die 1984/85 erschienene dreibändige Quellenedition Papsturkunden 896 bis 1046. Zimmermann verfasste zahlreiche Artikel für die Theologische Realenzyklopädie, das Lexikon des Mittelalters und im Biographisch-Bibliographischen Kirchenlexikon.

### Papsttum
Santifaller beauftragte ihn mit der Bearbeitung der Papstregesten der ottonischen Epoche im Rahmen der an der Österreichischen Akademie der Wissenschaften angesiedelten Regesta Imperii beauftragt. Der Band für die Jahre 911 bis 1024 erschien 1969 und in einer zweiten, verbesserten Auflage 1998. Er veröffentlichte 1981 einen Überblick über die Geschichte des Papsttums Mittelalter.

### Thomas Ebendorfer
Zu Thomas Ebendorfer hatte Zimmermann im Laufe seines Lebens wiederholt Studien veröffentlicht. Vor allem in späteren Lebensjahren lag sein Arbeitsschwerpunkt auf der Edition des historiographischen Werkes des österreichischen Theologen und Geschichtsschreibers Thomas Ebendorfer, dem schon seine zweite Dissertation über den Schismentraktat gewidmet war. Zimmermann brachte damit ein bereits von seinem akademischen Lehrer Alfons Lhotsky angefangenes Vorhaben zum Abschluss. Lhotsky hatte für die MGH 1967 Ebendorfers Chronica Austriae ediert. Zimmermann veröffentlichte 1994 die über 760 Seiten umfassende Edition Chronica pontificum Romanorum und neun Jahre später die mit 1.360 Seiten umfangreiche Chronica regum Romanorum. Der Tractatus des schismatibus wurde 2004, die Historia Jerusalemitana 2006 und der Catalogus praesulum Laureacensium et Pataviensium 2008 editorisch erschlossen. Im Jahr 2010 legte er eine Edition von Ebendorfers Diarium sive Tractatus cum Boemis vor. Damit liegen die wichtigsten historiographischen Werke Ebendorfers in kritischen Ausgaben der Monumenta Germaniae Historica vor. In seiner letzten Arbeit befasste er sich mit Thomas Ebendorfer als Mediziner.

### Canossa
Seine zahlreichen Arbeiten zu Canossa machten Zimmermann zu einem Spezialisten der Canusiner und ihrer Geschichte. Er veröffentlichte 1975 zum Gang nach Canossa 1077 eine Darstellung, die zum Standardwerk wurde und auch ins Italienische übersetzt wurde. Darin versuchte er die Ereignisse konkret zu ermitteln und ging den Wirkungen und Wertungen der Vorgänge bis in die Gegenwart nach. Zur 900-Jahr-Feier des Gangs nach Canossa wurde in den Jahren 1977 bis 1979 das Istituto Superiore di Studi Matildici begründet. Beim festlichen Gründungsakt ging Zimmermann in seinem Vortrag der Frage nach, ob es eine mathildische Epoche gab. Nach einer Skizze der historischen Persönlichkeit und Rolle der Markgräfin von Mathilde von Canossa bejahte er diese Frage. Für die Ausgabe der Urkunden Mathildes von Canossa war er als Betreuer tätig. Die Edition wurde 1998 bei den MGH in der Reihe Laienfürsten- und Dynastenurkunden von Elke und Werner Goez herausgegeben.

### Siebenbürgische Geschichte

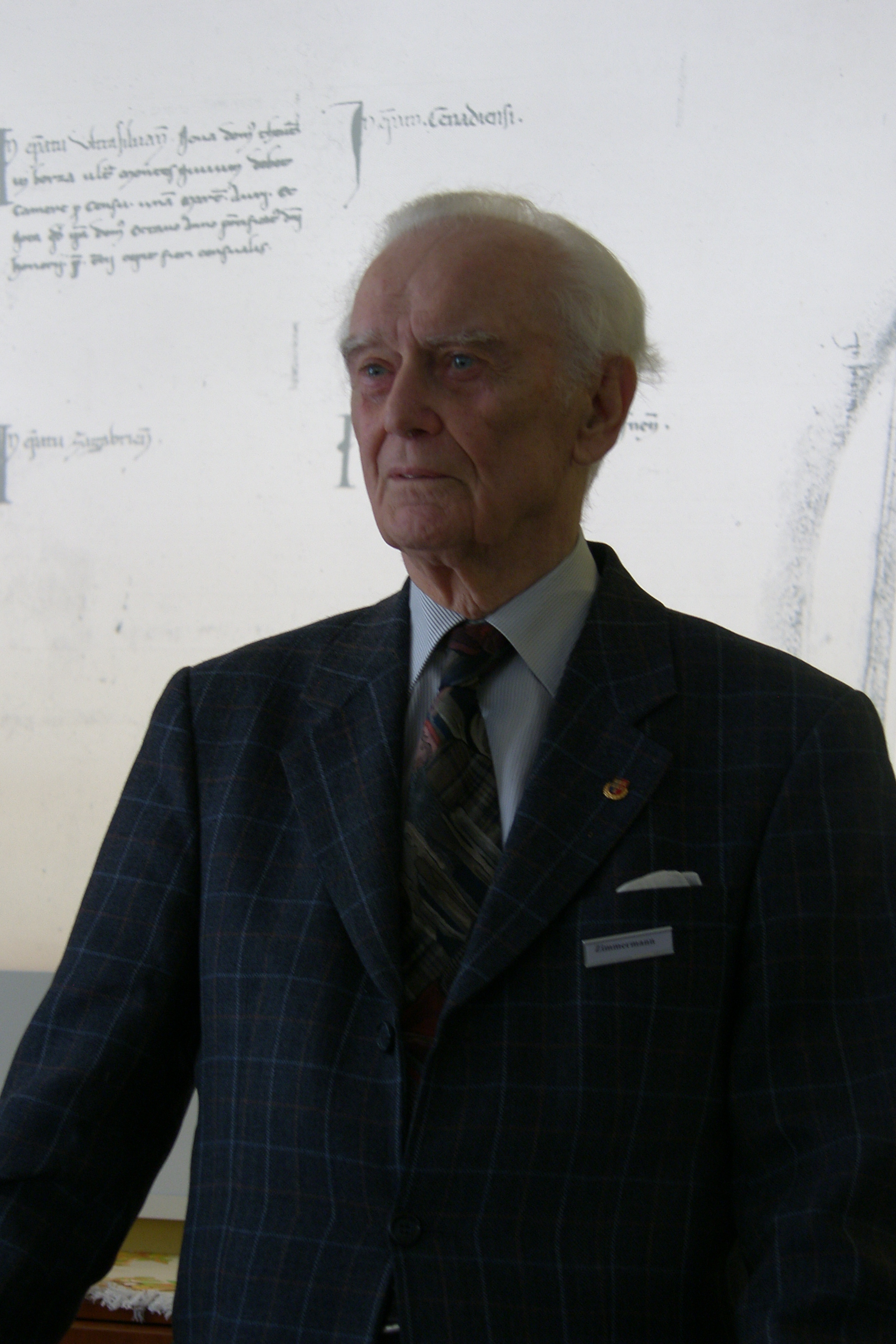
Harald Zimmermann bei der Tagung „Der Deutsche Orden im Burzenland (1211–1225)“ im Oktober 2010 in Bad Kissingen

Durch viele Arbeiten galt Zimmermann als ausgewiesener Kenner der siebenbürgischen Geschichte. Zimmermann hielt 1991 in der Frankfurter Paulskirche den Festvortrag aus Anlass der 850-Jahr-Feier der Ansiedlung der Siebenbürger Sachsen. Er veröffentlichte eine Arbeit über den Deutschen Orden im Burzenland. Zimmermann legte 2013 eine Edition über den aus einer alten siebenbürgischen Familie stammenden Archivar und Herausgeber des siebenbürgischen Urkundenbuches Franz Zimmermann vor. Mit Franz Zimmermann bestand selbst eine entfernte Verwandtschaft.

## Ehrungen
Für seine wissenschaftlichen Leistungen, sein Engagement für die deutsch-rumänischen Beziehungen und für die Kultur und Geschichte der Deutschen im Südosten Europas wurden Zimmermann zahlreiche Ehrungen zuteil. Er wurde 1979 Ehrenmitglied der Accademia Villa d’Este. Die Universitäten Klausenburg (Cluj-Napoca) (1991), Fünfkirchen (1999), Bukarest (2003) verliehen ihm Ehrendoktorwürden. Im Jahr 1994 erhielt er den Siebenbürgisch-Sächsischen Kulturpreis und 1996 den Georg-Dehio-Preis der Künstlergilde Esslingen. Ebenfalls 1996 wurde er Ehrenmitglied in der Gesellschaft für die Geschichte des Protestantismus in Österreich. 1998 erhielt er die Verdienstmedaille des Landes Baden-Württemberg. 2006 wurde ihm das Goldene Ehrenwappen der Landsmannschaft der Siebenbürger verliehen. 2007 wurde er Ehrenbürger (cittadino onorario) von Canossa (della comune di Canossa). Anlässlich seines 80. Geburtstages fand in Tübingen ein Kolloquium statt, das neuere Forschungen zum mittelalterlichen Papsttum behandelte. Die Beiträge wurden 2008 gemeinsam mit anderen Forschungen zur Papstgeschichte des 8. bis 12. Jahrhunderts in einem Sammelband veröffentlicht. Im Jahr 2018 wurde ihm von der rumänischen Alexandrion Stiftung der Constantin Brancoveanu Award verliehen.

## Schriften (Auswahl)
Schriftenverzeichnisse erschienen in: 
- Harald Zimmermann: Im Bann des Mittelalters. Ausgewählte Beiträge zur Kirchen- und Rechtsgeschichte. Festgabe zu seinem 60. Geburtstag. Herausgegeben von Immo Eberl und Hans-Henning Kortüm. Thorbecke, Sigmaringen 1986, ISBN 3-7995-7052-7, S. 217–222.
- Klaus Herbers, Hans Henning Kortüm, Carlo Servatius (Hrsg.): Ex ipsis rerum documentis. Beiträge zur Mediävistik. Festschrift für Harald Zimmermann zum 65. Geburtstag. Thorbecke, Sigmaringen 1991, ISBN 3-7995-7072-1, S. 631–635.
- Harald Zimmermann: Siebenbürgen und seine Hospites Theutonici. Vorträge und Forschungen zur südostdeutschen Geschichte. Festgabe zum 70. Geburtstag (= Schriften zur Landeskunde Siebenbürgens. Bd. 20). Herausgegeben von Konrad Gündisch. Böhlau, Köln u. a. 1996, ISBN 3-412-12795-7, S. 313–322.

Monografien
- Der Deutsche Orden im Burzenland. Eine diplomatische Untersuchung (= Studia Transylvanica. Bd. 26). Böhlau, Köln u. a. 2000, ISBN 3-412-10100-1 (2., durchgesehene Auflage als: Der Deutsche Orden in Siebenbürgen. Eine diplomatische Untersuchung. ebenda 2011, ISBN 978-3-412-20653-6).
- Das Papsttum im Mittelalter. Eine Papstgeschichte im Spiegel der Historiographie (= UTB. Bd. 1151). Ulmer, Stuttgart 1981, ISBN 3-8001-2501-3.
- Der Canossagang von 1077. Wirkungen und Wirklichkeit (= Akademie der Wissenschaften und der Literatur, Mainz. Abhandlungen der Geistes- und Sozialwissenschaftlichen Klasse. Jg. 1975, Nr. 5). Akademie der Wissenschaften und der Literatur u. a., Mainz u. a. 1975, ISBN 3-515-01998-7.
- Das dunkle Jahrhundert. Ein historisches Porträt. Styria, Graz 1971 (In rumänischer Sprache: Veacul întunecat. Editura Ştiinţifică şi Enciclopedică, Bukarest 1983).
- Papstabsetzungen des Mittelalters. Böhlau, Graz u. a. 1968.
- Ecclesia als Objekt der Historiographie. Studien zur Kirchengeschichtsschreibung im Mittelalter und in der frühen Neuzeit (= Österreichische Akademie der Wissenschaften. Philosophisch-Historische Klasse. Sitzungsberichte. Bd. 235, Abh. 4, ISSN 0029-8832). Böhlau, Graz u. a. 1960.

Editionen
- Franz Zimmermann: Zeitbuch. Autobiographische Aufzeichnungen eines Hermannstädter Archivars (1875–1925) (= Schriften zur Landeskunde Siebenbürgens. Bd. 34). Böhlau, Köln u. a. 2013, ISBN 978-3-412-21025-0.
- Thomas Ebendorfer: Diarium sive Tractatus cum Boemis (1433–1436) (= Monumenta Germaniae Historica. Scriptores. Bd. 6: Scriptores Rerum Germanicarum. NS 25). Hahn, Hannover 2010, ISBN 978-3-7752-0225-1.
- Thomas Ebendorfer: Catalogus praesulum Laureacensium et Pataviensium (= Monumenta Germaniae Historica. Scriptores. Bd. 6: Scriptores Rerum Germanicarum. NS 22). Nach Vorarbeiten von Paul Uiblein. Hahn, Hannover 2008, ISBN 978-3-7752-0222-0.
- Thomas Ebendorfer: Historia Jerusalemitana (= Monumenta Germaniae Historica. Scriptores. Bd. 6: Scriptores Rerum Germanicarum. NS 21). Nach Vorarbeiten von Hildegard Schweigl, geb. Bartelmäs. Hahn, Hannover 2006, ISBN 3-7752-0221-8.
- Thomas Ebendorfer: Tractatus de schismatibus (= Monumenta Germaniae Historica. Scriptores. Bd. 6: Scriptores Rerum Germanicarum. NS 20). Hahn, Hannover 2004, ISBN 3-7752-0220-X.
- Thomas Ebendorfer: Chronica regum Romanorum (= Monumenta Germaniae Historica. Scriptores. Bd. 6: Scriptores Rerum Germanicarum. NS 18). 2 Bände. Hahn, Hannover 2003, ISBN 3-7752-0218-8.

- Papsturkunden 896–1046. 3 Bände. Verlag der Österreichischen Akademie der Wissenschaften, Wien 1984–1989;
  - Band 1: 896–996 (= Österreichische Akademie der Wissenschaften. Philosophisch-Historische Klasse. Denkschriften. Bd. 174 = Österreichische Akademie der Wissenschaften. Veröffentlichungen der Historischen Kommission. Bd. 3). 1984; 2., revidierte Auflage. 1988, ISBN 3-7001-0655-6; Digitalisat.
  - Band 2: 996–1046 (= Österreichische Akademie der Wissenschaften. Philosophisch-Historische Klasse. Denkschriften. Bd. 177 = Österreichische Akademie der Wissenschaften. Veröffentlichungen der Historischen Kommission. Bd. 4). 1985, ISBN 3-7001-0718-8; 2., revidierte Auflage. 1989, ISBN 3-7001-0717-X; Digitalisat.
  - Band 3: Register (= Österreichische Akademie der Wissenschaften. Philosophisch-Historische Klasse. Denkschriften. Bd. 198 = Österreichische Akademie der Wissenschaften. Veröffentlichungen der Historischen Kommission. Bd. 5). 1989, ISBN 3-7001-1529-6.

Herausgeberschaften
- mit Reinhard Schneider: Wahlen und Wählen im Mittelalter  (= Vorträge und Forschungen. Bd. 37). Thorbecke, Sigmaringen 1990, ISBN 3-7995-6637-6 (online).
- Otto der Große (= Wege der Forschung. Bd. 450). Wissenschaftliche Buchgesellschaft, Darmstadt 1976, ISBN 3-534-06749-5.